# Nights into Dreams …
NiGHTS into Dreams… ist ein Computerspiel aus dem Genre Jump ’n’ Run, das vom Sonic Team entwickelt und erstmals 1996 von der Firma Sega für den Sega Saturn veröffentlicht wurde. Eine Besonderheit war, dass es größtenteils zusammen mit einem speziellen Gamecontroller verkauft wurde, bei welchem es sich um eines der ersten Analog-Steuergeräte für Spielkonsolen handelte.

## Beschreibung

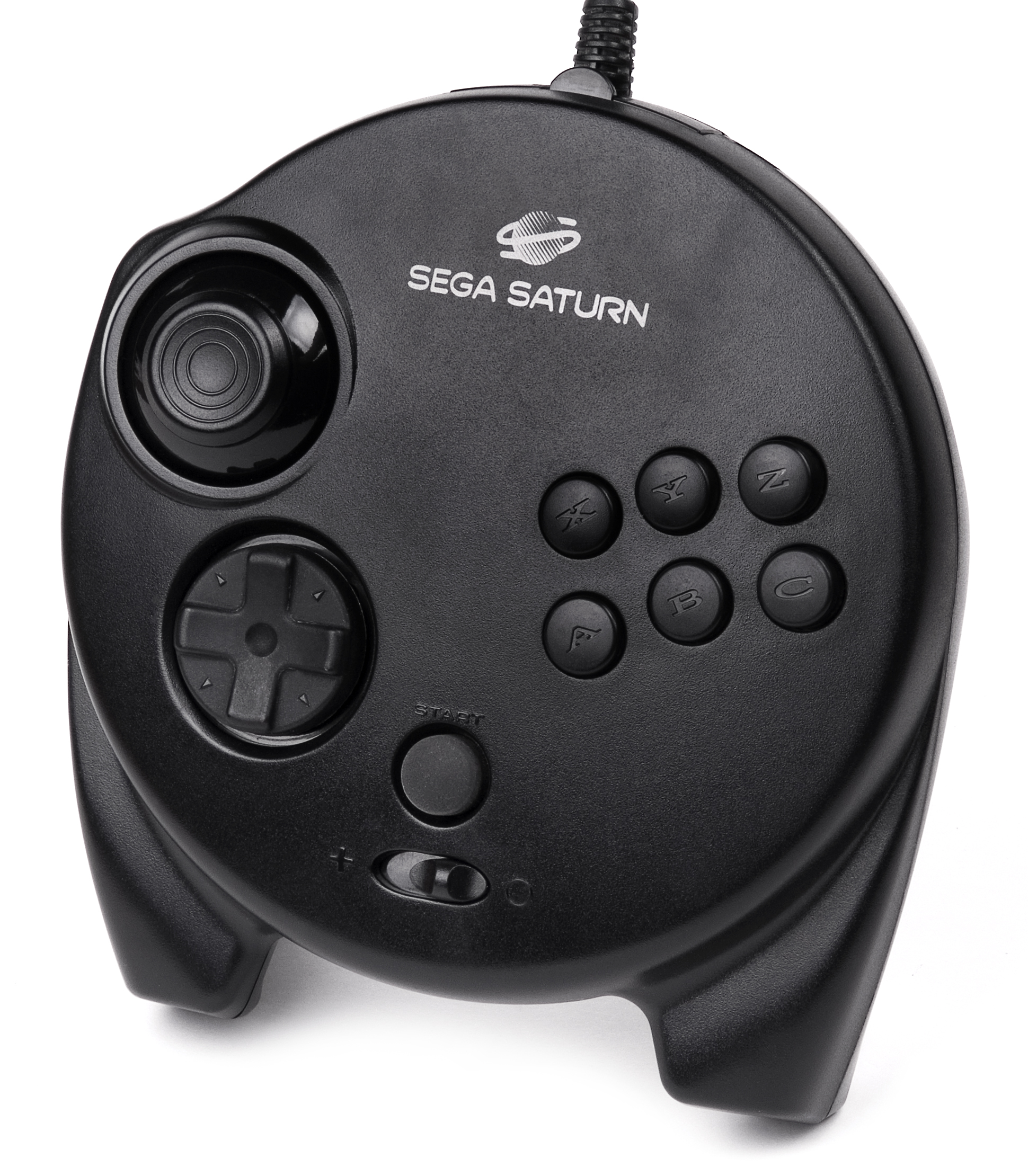
Analog-Gamepad von NiGHTS.

In NiGHTS steuert man einen von zwei möglichen Spielcharakteren, um Ideyas einzusammeln, die in der Traumwelt Nightopia verstreut sind. Dabei handelt es sich um Kristalle, die Teile der Persönlichkeit eines träumenden Wesens repräsentieren. Neben dem normalen Laufen und Springen bietet das Spiel dabei Flugsequenzen, wenn der Spieler mit NiGHTS, einem früheren Vasallen von Wizeman, dem Bösewicht des Spiels, verschmilzt. In diesen Sequenzen sind durch den Analogstick mehrfach-kombinierbare Bewegungen möglich, welche die Punktezahl steigern.
Eine weitere Besonderheit in diesem Spiel sind die Bewohner der Traumwelt, die Nightopians. Man kann mit seiner Spielfigur in einem gewissen Umfang mit ihnen interagieren, was das Spiel registriert und während des Spielverlaufes speichert. Die Interaktionen haben Einfluss auf die Stimmung dieser Bewohner, und je nach der Stimmung verändert sich die Musik des Spiels in vielfältiger Weise.

## Sonder-Edition
Im Dezember 1996 wurde eine Standalone-Erweiterung veröffentlicht, die als Christmas NiGHTS bekannt wurde. In Japan wurde sie mit der Konsole verkauft, in Amerika lag sie verschiedenen Zeitschriften bei. Die auf dieser CD enthaltene NiGHTS-Version reagierte auf verschiedene Daten im internen Saturnspeicher mit unterschiedlicher Darstellung von Umgebung, Spielcharakter und anderer Musikwahl.

## Neuauflagen
Im Februar 2008 erschien eine Neuauflage von NiGHTS into Dreams für die PlayStation 2. Diese bietet neben zwei verschiedenen Spielmodi (darunter dem klassischen Saturn-Modus) zusätzlich eine Bildergalerie, ein Movie Theater sowie Unterstützung des 16:9-Bildformats. Auch die Weihnachts-Edition Christmas NiGHTS ist nach Freischaltung spielbar. Eine Vermarktung des Remakes außerhalb Japans oder eine Portierung für Wii ist laut Takashi Iizuka jedoch nicht vorgesehen.
Im Oktober 2012 erschien eine Neuauflage für die PlayStation 3 und die Xbox 360, im Dezember selben Jahres auch auf Steam.

## Nachfolger
Im Dezember 2007 erschien mit NiGHTS: Journey of Dreams exklusiv für Wii eine Fortsetzung von NiGHTS into Dreams. In Europa ist das Spiel seit 18. Januar 2008 erhältlich.